# Ils ont eu Knut
Pour plus de détails, voir Fiche technique et Distribution.
Ils ont eu Knut (en version originale allemande Sie haben Knut) est un film allemand, réalisé par Stefan Krohmer, sorti en 2003.

## Synopsis
Hiver 1983. Dans un chalet des Alpes, Nadja et Ingo qui traversent une crise, essaient de faire le point sur leur couple. Knut, le petit frère de Nadja, fait alors irruption avec des copains.
Le tête-à-tête tourne alors à l’affrontement politique.

## Fiche technique
- Réalisation : Stefan Krohmer
- Photo : Benedict Neuenfels
- Montage : Stephan Krumbiegel
- Producteur : Peter Rommel et Helmut Grasser

## Distribution
- Valerie Koch : Nadja
- Hans-Jochen Wagner : Ingo
- Pit Bukowski : Niklas
- Alexandra Neldel : Sylvia
- Ingo Haeb : Knut
- Anneke Kim Sarnau : Birgit
- Devid Striesow : Lutz
- Stefan Hornung : Rolf
- Jimi Lee King : Lars
- Daniel Nocke : Wolfgang
- Markus Sieber : Jan
- Rainer Strecker : Michael
- Nina Weniger : Petra
- Mark Zwinz : Jens

## Récompense
- Prix de la critique allemande en 2003 pour le meilleur scénario.
- Prix de la Mise en scène au festival de Schwerin en 2003.